# Sučany
Sučany este o comună slovacă, aflată în districtul Martin din regiunea Žilina, pe malul râului Váh. Localitatea se află la altitudinea de 392 m deasupra n.m., se întinde pe o suprafață de 33,26 km2 și în 2017 număra 4.710 locuitori.

## Istoric
Localitatea Sučany este atestată documentar din 1258.

## Demografie
| An:                | 1994 | 2004   | 2014   | 2024   |
| ------------------ | ---- | ------ | ------ | ------ |
| Număr de persoane: | 4412 | 4644   | 4661   | 4749   |
| Diferență:         |      | +5,25% | +0,36% | +1,88% |

| An:                | 2023 | 2024   |
| ------------------ | ---- | ------ |
| Număr de persoane: | 4801 | 4749   |
| Diferență:         |      | −1,08% |